# محمدرضا صادقی
محمد رضا صادقی ( Mohammadreza Sadeghi )  (زاده ۱ مهر ۱۳۵۱ در اراک) خواننده باریتون و سولیست ارکستر سمفونیک تهران و مدرس صداسازی کلاسیک است.
وی پس از دورهٔ نوجوانی با گذراندن دورهای کامل تئوری موسیقی، سلفژ و نیز فراگیری فنون آوازی نزد محمد نوری در ۱۳۷۵ به عضویت ثابت ارکستر سمفونیک تهران درآمد. او با خوانندگی تیتراژ فیلم سینمایی لیلی با من است کار حرفه‌ایش را آغاز کرد.
در خلال همکاری با گروه کر ارکستر سمفونیک تهران، طی چند سال نزد محمد سریر نحوهٔ اجرای مطلوب نغمات آوازی را فرا گرفت، وی در کارنامه هنری خویش افتخار همکاری به عنوان سولیست میهمان در ارکستر ملی ایران به رهبری فرهاد فخرالدینی، ارکستر زهی ارمنستان به رهبری لوریس چکناواریان و ارکستر سمفونیک تهران به رهبری منوچهر صهبایی را ثبت نموده‌است، همچنین در دو اپرای عروسکی مولوی و عاشورا به کارگردانی بهروز غریب پور بجای دو شخصیت تاثیرگذار ایفای نقش کرد. طی سال‌های بعد موفق به اخذ درجهٔ هنری کارشناسی موسیقی از وزارت فرهنگ و هنر گردید. او در مارس ۲۰۱۳ در دو اجرای کنسرت متفاوت در شهر تورنتو کانادا با ارکستر ملی ایران و ارکستر مارگاریتاس اجراهایی به صحنه برد. وی بیش از بیست سال است که به‌طور جدی در امر تدریس فنون صداسازی کلاسیک مشغول می‌باشد. ایشان در حال حاضر مقیم شهر لس آنجلس در ایالت کالیفرنیاست.